# Абдуллаєва (Халілова) Ельнара Сеітвеліївна
Абдуллаєва (Халілова) Ельнара Сеітвеліївна (крим. Abdulla Elnara Seitveli-qızı) — танцівниця, хореограф ансамблю кримськотатарського танцю «Бадем». Засновник першого кримськотатарського ансамблю в Києві

## Біографія
Народилася в Узбекистані в 1989 році. Коли кримським татарам дозволили повернутися в Крим з місць депортації, сім'я переїхала до Сімферополя. У 2011 році закінчила Національний університет біоресурсів і природокористування за спеціальністю «економіка та менеджмент».
Мати: Ленура Абдуллаєва, вчитель історії. Батько: Сеітвелі Абдуллаєв, механік.
У 2013 році вийшла заміж за журналіста Рустема Халілова. Виховує сина.

## Творча діяльність
Народними танцями почала займатися з трьох років. Учениця відомого кримськотатарського хореографа, заслуженої артистки А. Р. Крим Джемілє Османової. Лауреат конкурсів «Голосіївська весна» і «Софіївські зорі», тренувала в Криму хореографічну групу «Хаят». У 2013 році після вступу до аспірантури Національного університету біоресурсів і природокористування на технологічний факультет переїхала до Києва. Працює над кандидатською дисертацією в області проектування і управління птахівницькими підприємствами.
У тому ж 2013 році створює кримськотатарський танцювальний ансамбль «Бадем» (в перекладі з кримськотатарської — мигдаль), в якому сьогодні працюють дитяча та доросла групи. Ансамбль був учасником ряду фестивалів, включаючи фестивалі «Країна Мрій», «Фестини кримськотатарської культури у Львові», «Дні кримськотатарської культури у Вільнюсі», «Пасхафест», «Євробачення», Дитячий міжнародний фестиваль «Сонячний Каштанчик», «Black See International Folk Festival», концерт «День пам'яті», Кримський вечір в America House.
У кримськотатарському народному танці використовує основи класичної хореографії. Навчає класиці своїх учнів. Майстерно володіє технікою кримськотатарського народного дівочого танцю «Тим-тим», що виділяється особливою пластичністю рук виконавця. Кримськотатарський танець «Теллі Турна» (в перекладі з кримськотат. «заквітчаний журавель») виконує на пуантах.
Захоплюється латиноамериканської програмою і соціальними танцями.